# Athrycia trepida
Athrycia trepida es una especie de mosca del género Athrycia, de la familia Tachinidae, orden Diptera.

## Distribución
Se distribuye por Europa: Inglaterra y Laponia (Finlandia) y Asia: Israel, Mongolia y Japón.

## Taxonomía
Fue descrita por Meigen en 1824 y publicada en Meigen, J.W. (1824) Systematische Beschreibung der bekannten europäischen zweiflügeligen Insekten. Vierter Theil. Schulz-Wundermann, Hamm. xii + 428 pp., pls. 33-41. [after 1824.09.24.